# Vincenzo Ottorino Gentiloni

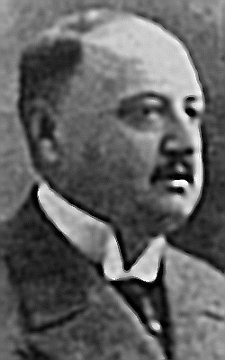
Vincenzo Ottorino Gentiloni

Vincenzo Ottorino Gentiloni (* 13. Oktober 1865 in Filottrano; † 2. August 1916 in Rom) war ein italienischer Politiker.
Vincenzo Ottorino Gentiloni entstammte dem italienischen Adelsgeschlecht der Grafen Gentiloni Silveri, Edle (Nobili) von Filottrano, Cingoli und Macerata. Die Familie stammt aus Tolentino in der Provinz Macerata in der zentralitalienischen Region Marken. Der aus dem 13. Jahrhundert stammende Hauptsitz der Familie grenzt an die Basilika San Nicola; er wurde bei den Erdbeben von 2016 in Mitleidenschaft gezogen.
Vincenzo Gentiloni war Direktor der Katholischen Aktion. 1909 ernannte ihn Papst Pius X. zum Präsidenten der Unione Elettorale Cattolica Italiana; er ist Namensgeber des Gentiloni-Paktes.
Er heiratete 1900 Elena Teresa Calderai; aus der Ehe stammen zwei Töchter.